# Echinotriton andersoni
Echinotriton d'Anderson
Espèce
Synonymes
- Tylototriton andersoni Boulenger, 1892

Statut de conservation UICN

 EN B1ab(iii) : En danger
Echinotriton andersoni, l'echinotriton d'Anderson, est une espèce d'urodèles de la famille des Salamandridae.

## Répartition
Cette espèce se rencontre dans les îles Amami et Okinawa dans les Ryūkyū au Japon et à Taïwan sur le mont Kuanyinshan.

## Description
Echinotriton andersoni mesure de 130 à 160 mm dont un peu moins de la moitié pour la queue. Son dos et son ventre sont noirs. Le bord inférieur de sa queue et ses pattes sont orange.

## Étymologie
Son nom d'espèce, andersoni, lui a été donné en référence à John Anderson, naturaliste et médecin écossais.

## Publication originale
- Boulenger, 1892 : Descriptions of new reptiles and batrachians from the Loo Choo Islands. Annals and Magazine of Natural History, sér. 6, vol. 10, p. 302-304 (texte intégral).